# Banting (cratère)
Pour les articles homonymes, voir Banting.
Banting est un cratère d'impact sur la face visible de la Lune. Le nom fut officiellement adopté par l'Union astronomique internationale (UAI) en 1973,,, en référence à Frederick Banting (1891-1941),,.
Avant cette date, Banting était identifié en tant que Linné E, cratère satellite de Linné (en).

## Cratères satellites
Les cratères dits satellites sont de petits cratères situés à proximité du cratère principal, ils sont nommés du même nom mais accompagné d'une lettre majuscule complémentaire (même si la formation de ces cratères est indépendante de la formation du cratère principal). Par convention ces caractéristiques sont indiquées sur les cartes lunaires en plaçant la lettre sur le point le plus proche du cratère principal. Liste des cratères satellites de Banting : 
| Banting                    |
| -------------------------- |
| Pas de cratères satellites |